# Journal of the Society of Christian Ethics
The Journal of the Society of Christian Ethics ist eine Fachzeitschrift, die von der Duke University quartalsweise herausgegeben wird. Der Schwerpunkt der Zeitschrift liegt auf der Publikation von Peer-Review-Artikeln im Fokus von sozialen, wirtschaftlichen, politischen und kulturellen Problemen im Kontext der christlichen Sozialethik.
Es wurde 1981 als The Annual of the Society of Christian Ethics gegründet und 2002 als Zeitschrift neu organisiert. Es wird von der Society of Christian Ethics gesponsert und wurde viele Jahre von der Georgetown University Press herausgegeben. Ab 2019 wird es vom Non-Profit Verlag Philosophy Documentation Center sowohl in gedruckter als auch in elektronischer Form veröffentlicht.